# Campionati del mondo di ciclismo su pista 2012 - Scratch maschile
La gara di scratch maschile ai Campionati del mondo di ciclismo su pista 2012 si svolse il 4 aprile 2012 su un percorso di 60 giri, per un totale di 15 km. Fu vinta dal britannico Ben Swift, che completò la prova in 17'56"015 alla media di 50,185 km/h.

## Podio
| Pos.    | Atleta         | Nazionalità   |
| ------- | -------------- | ------------- |
| Oro     | Ben Swift      | Gran Bretagna |
| Argento | Nolan Hoffman  | Sudafrica     |
| Bronzo  | Wim Stroetinga | Paesi Bassi   |

## Risultati
| Posizione | Atleta              | Nazione       | Giri persi |
| --------- | ------------------- | ------------- | ---------- |
| 1         | Ben Swift           | Gran Bretagna |            |
| 2         | Nolan Hoffman       | Sudafrica     |            |
| 3         | Wim Stroetinga      | Paesi Bassi   |            |
| 4         | Alex Frame          | Nuova Zelanda |            |
| 5         | Martin Bláha        | Rep. Ceca     |            |
| 6         | Lucas Liss          | Germania      |            |
| 7         | Jang Sun-jae        | Corea del Sud |            |
| 8         | Ángel Colla         | Argentina     |            |
| 9         | Pablo Bernal        | Spagna        |            |
| 10        | Vivien Brisse       | Francia       |            |
| 11        | Edison Bravo        | Cile          |            |
| 12        | Franco Marvulli     | Svizzera      |            |
| 13        | Pavel Gatskiy       | Kazakistan    |            |
| 14        | Andreas Mueller     | Austria       |            |
| 15        | Ivan Savickij       | Russia        |            |
| 16        | Alexander Edmondson | Australia     |            |
| 17        | Hariff Salleh       | Malaysia      |            |
| 18        | Aliaksandr Lisouski | Bielorussia   |            |
| 19        | Moreno de Pauw      | Belgio        |            |
| 20        | Bobby Lea           | Stati Uniti   |            |
| 21        | Elia Viviani        | Italia        |            |